# 喜平町
喜平町（きへいちょう）は東京都小平市の地名。現行行政地名は喜平町一丁目から喜平町三丁目。住居表示実施区域。郵便番号は187-0044。

## 地理
小平市中部に位置する。南から時計回りに上水南町、上水本町、学園西町、学園東町、鈴木町及び回田町に隣接する。

## 歴史
- 1980年（昭和55年）10月1日 - 住居表示実施により、喜平町一丁目から三丁目が成立。

### 地名の由来
町名は、玉川上水にかかる「喜平橋」という橋の名から来ている。この橋の名は、野中新田のうち「堀野中」の組頭であった喜平の家の近くにあったことに因む。喜平町じたいは、かつての小川新田の領域である。

## 世帯数と人口
2018年（平成30年）1月1日現在の世帯数と人口は以下の通りである。
| 丁目         | 世帯数    | 人口    |
| ------------ | --------- | ------- |
| 喜平町一丁目 | 785世帯   | 1,716人 |
| 喜平町二丁目 | 543世帯   | 1,256人 |
| 喜平町三丁目 | 1,685世帯 | 2,788人 |
| 計           | 3,013世帯 | 5,760人 |

## 小・中学校の学区
市立小・中学校に通う場合、学区は以下の通りとなる。
| 丁目         | 番地   | 小学校                 | 中学校             | 調整区域（選択可能な学校） |
| ------------ | ------ | ---------------------- | ------------------ | -------------------------- |
| 喜平町一丁目 | 全域   | 小平市立小平第三小学校 | 小平市立上水中学校 |                            |
| 喜平町二丁目 | 全域   | 小平市立小平第三小学校 | 小平市立上水中学校 |                            |
| 喜平町三丁目 | 3番    | 小平市立鈴木小学校     | 小平市立上水中学校 |                            |
| 喜平町三丁目 | その他 | 小平市立小平第九小学校 | 小平市立上水中学校 | 小平市立鈴木小学校         |

## 交通

### 鉄道
- 西武多摩湖線が西端を通っているが、駅は設置されていない。最寄駅は一橋学園駅（小平市学園西町二丁目）。

### 道路
- 東京都道7号杉並あきる野線（五日市街道）
- 東京都道132号小川山田無線（鈴木街道）
- 東京都道133号小川山府中線（国分寺街道）

## 施設
- 陸上自衛隊小平駐屯地
  - 陸上自衛隊小平学校 - 学校長は陸将補。
- 国土交通大学校 - 国土交通省の文教研修施設。旧・建設大学校。
- 関東管区警察学校 - 警察庁の研修施設。
- 小平団地